# Хасдрубал Боетарх
Вижте пояснителната страница за други личности с името Хасдрубал.
Хасдрубал Боетарх (на латински: Hasdrubal Boeotarch, ум. сл. 146 пр.н.е.) е военачалник на Картаген.
Бие се през 150 пр.н.е. против Масиниса, царя на Нумидия, по време на Третата пуническа война. Тръгва с 25 000 души срещу него през 150 пр.н.е. След първоначално преимущество попада на неподходяща територия, победен е в битка и е обкръжен с остатъка от войниците си. Епидемии и липси го карат да се съгласи на диктуваните от Масиниса условия.
За поражението е осъден в Картаген на смърт и бяга. През 149 пр.н.е. Картаген се надига за последен бой против Рим. Смъртната присъда на Хасдрубал е отменена, той събира войска и помага на Картаген в боевете. Причинява големи загуби на римската войска на консул Маний Манилий.
През 147 пр.н.е. става главнокомандващ на Картаген и управлява с жестокост. Не успява да защити града от Сципион Млади през 146 пр.н.е. Когато Сципион Млади завзема града, войската и жителите се предават. Хасдрубал бяга със семеството си и 900 негови хора в цитаделата. Съпротивлява се известно време и бяга тайно, като изоставя своите хора там. Съпругата на Хасдрубал убива децата си пред очите му и се хвърля след това, проклиняйки го, в огъня.
Хасдрубал умира като римски пленник в Италия.